# 太陽は呼んでいる
『太陽は呼んでいる』（たいようはよんでいる）は、1963年製作の日本映画。

## 上映データ
| 公開日 上映時間 | 1963年（昭和38年） | 9月29日      | 日本         | 85分         |
| サイズ          | カラー             | 東宝スコープ | 東宝スコープ | 東宝スコープ |

## キャスト
以下の出演者名と役名は東宝に従った。
- 加山雄三 - 昭作
- 中川ゆき - すげ
- 藤山陽子 - 美代
- 山﨑努 - 幸三
- 志村喬 - 与助
- 名古屋章 - 保男
- 岩本弘司
- 大前亘
- 大村千吉 - 次郎

## スタッフ
| 製作              | 田中友幸、森田信   |
| 原作              | 井上靖 「潮の光」  |
| 脚本              | 森谷司郎、須川栄三 |
| 音楽              | 山本直純           |
| 撮影              | 完倉泰一           |
| 美術              | 村木忍             |
| 録音              | 上原正直           |
| 照明              | 猪原一郎           |
| 編集              | 兼子玲子           |
| スチール          | 荒木五一           |
| 合成              | 三瓶一信           |
| 監督              | 須川栄三           |
| 映像制作 スタジオ | 東宝撮影所         |
| 製作・配給        | 東宝               |